# Poharîsko, Jovkva
Poharîsko (în ucraineană Погарисько) este localitatea de reședință a comunei Poharîsko din raionul Jovkva, regiunea Liov, Ucraina.

## Demografie
Componența lingvistică a localității Poharîsko
     Ucraineană (100%)
Conform recensământului din 2001, toată populația localității Poharîsko era vorbitoare de ucraineană (100%).